# Graptopetalum grande
Graptopetalum grande és una espècie de planta suculenta del gènere Graptopetalum, de la família de les Crassulaceae.

## Descripció
És un petit arbust suculent perenne, amb tiges erectes de fins a 30 cm d'alçada, de fins a 1,5 cm de gruix, de color verd grisós.
Les fulles, disposades de manera laxa, àmpliament espatulades, truncades apicalment o una mica obtuses, de 5 a 8,5 cm de llarg i 3,5 cm d'ample, de color ver-groc pàl·lid.
Inflorescències escasses, de fins a 35 cm, en tirs, de 6 a 22 cm, amb de 6 a 9 branques zigzaguejants, amb branques secundàries, amb unes 4 flors cadascuna.
Flors amb forma d'estrella, amb pètals lanceolats d'11 mm amb l'anvers de color groc sofre i revers verd pàl·lid, amb taques marró-castany que són franges cap a l'àpex.

## Distribució
Planta endèmica dels estats Guerrero i Oaxaca de Mèxic. Creix a les roques i penya-segats parcialment a l'ombra, a 1500-2000 m d'altitud.

## Taxonomia
Graptopetalum grande va ser descrita per Alexander, Edward Johnston i publicada a Cactus and Succulent Journal 28(6): 174. 1956.

### Etimologia
Graptopetalum: nom genèric que deriva de les paraules gregues: γραπτός (graptos) per a "escrits", pintats i πέταλον (petalon) per a "pètals" on es refereix als pètals generalment tacats.
grande: epítet castellà que significa 'gran'.